# Sjón

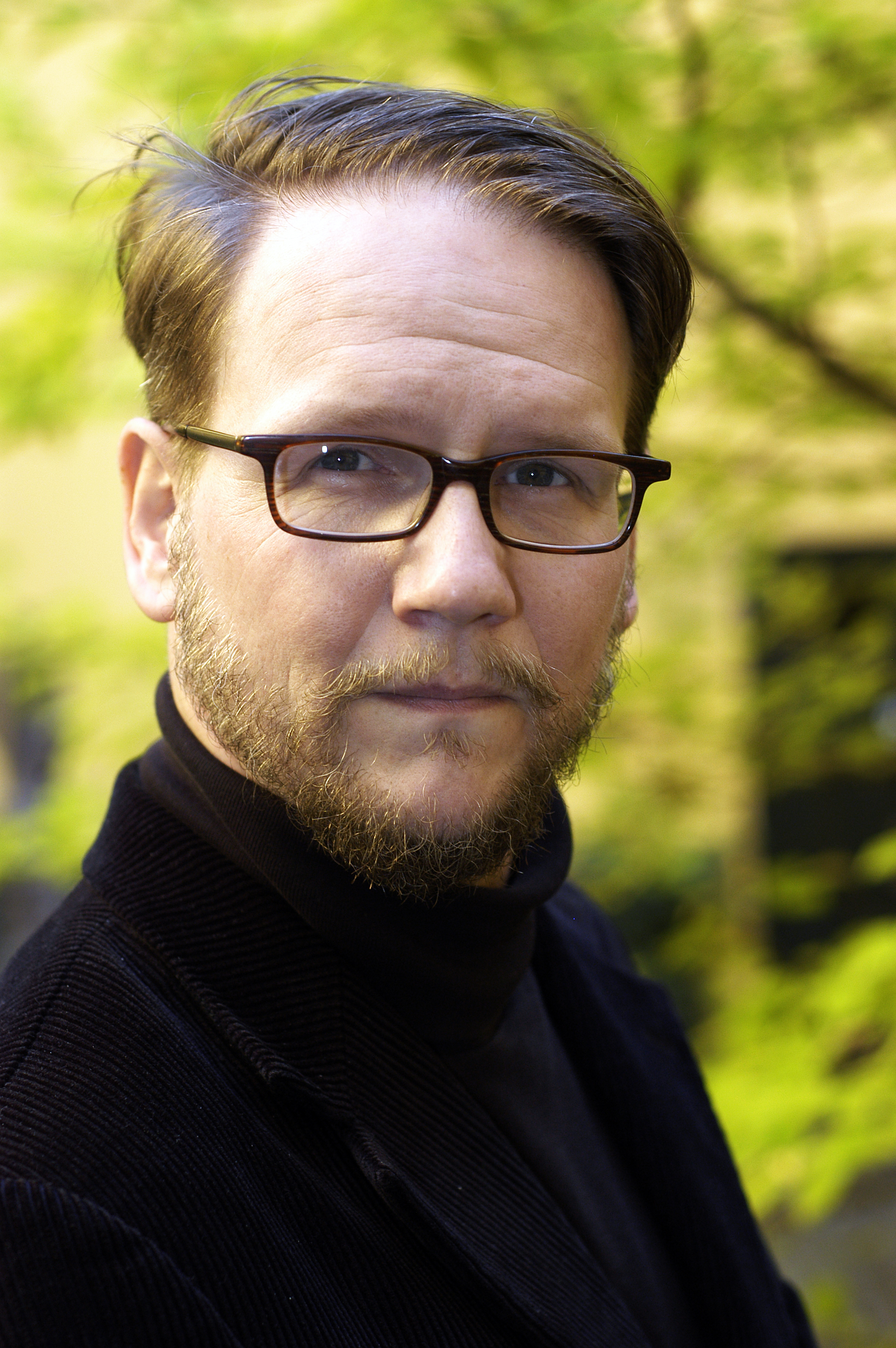
Sjón (2005)

Sjón, mit vollem Namen Sigurjón Birgir Sigurðsson (* 27. August 1962 in Reykjavík), ist ein isländischer Autor und Künstler.
Er wurde durch seine Liedtexte für Björk, insbesondere für Lars von Triers Film Dancer in the Dark, bekannt.

## Leben  und Werk
Aufgewachsen ist er in einem Vorort von Reykjavík, wo er nach eigenen Angaben über die Liedtexte David Bowies und die Isländersagas zur Poesie fand. Seinen ersten Gedichtband veröffentlichte er im Alter von 15 Jahren. Von 1980 bis 1986 gehörte er der surrealistischen, Performance-orientierten Lyrikergruppe „Medúsa“ an. In dieser Zeit veröffentlichte er mehrere Gedichtbände, bevor 1987 auch sein erster Roman Stálnótt erschien. Als Musiker trat Sjón als „Johnny Triumph“ (ein Wortspiel mit der Übersetzung seines Vornamens Sigurjón) unter anderem mit den Sugarcubes im Hit „Luftgitar“ in Erscheinung.
1989/90 lebte er in den Niederlanden und Mitte der Neunziger in London, wo er vor allem mit Björk zusammenarbeitete. Später kehrte er nach Reykjavík zurück.
Bei der Oscarverleihung 2001 wurde Sjón zusammen mit Björk und Lars von Trier für einen Oscar in der Kategorie Bester Song nominiert. Das Lied „I've Seen It All“ aus dem Film Dancer in the Dark konnte sich jedoch nicht gegen „Things Have Changed“ aus Die WonderBoys von Bob Dylan durchsetzen.
2005 wurde er für Skugga-Baldur mit dem Literaturpreis des Nordischen Rates ausgezeichnet.
Am 27. Mai 2006 trat er bei „Weltklang – Nacht der Poesie“ während des Poesiefestivals Berlin auf. 2006 erschien im Kleinheinrich Verlag mit „gesang des steinesammlers“ (isl. „söngur steinasafnarans“) zum ersten Mal einer seiner Lyrikbände in deutscher Sprache. In die Anthologie „Wortlaut Island“ wurden mehrere Texte von Sjón aufgenommen.
2007 war Sjón Inhaber der Samuel-Fischer-Gastprofessur für Literatur am Peter-Szondi-Institut für Allgemeine und Vergleichende Literaturwissenschaft der Freien Universität Berlin.
Im November 2008 erschien sein Roman Rökkurbýsnir.
2016 schrieb Sjón einen Beitrag für das Kunstprojekt Future Library der schottischen Künstlerin Katie Paterson. Es soll im Jahr 2114 in einer 100 Texte umfassenden Anthologie veröffentlicht werden. Bis dahin wird das Manuskript unveröffentlicht und ungelesen in der Deichmanske bibliotek in Oslo verwahrt. Es trägt den Titel As My Brow Brushes On The Tunics Of Angels or The Drop Tower, the Roller Coaster, the Whirling Cups and other Instruments of Worship from the Post-Industrial Age. Sjón sieht seinen Text als Beitrag, die weltweit von nur sehr wenigen Menschen gesprochene isländische Sprache für die Zukunft zu bewahren.
Von August bis Dezember 2021 weilte Sjón als Writer in Residence des Literaturhauses Zürich und der Stiftung PWG in Zürich.
Am 20. Februar 2023 wurde ihm der Nordische Preis der Schwedischen Akademie zuerkannt.

## Theater
- Tóm ást (1988)
- Keiluspil (1990)
- Ástir Bjartmars Ísidórs (1991)

## Lyrik
- Sýnir: yrkingar (1978)
- Hvernig elskar maður hendur? (1981)
- Reiðhjól blinda mannsins (1982)
- Sjónhverfingabókin (1983)
- Oh! (1985)
- Leikfangakastalar sagði hún það er ekkert til sem heitir leikfangakastalar (1986)
- Drengurinn með röntgenaugun (Anthologie) (1986)
- Ég man ekki eitthvað um skýin (1991)
- Myrkar fígúrur (1998)
- söngur steinasafnarans (2007)
- ljóðasafn 1978–2008 (Anthologie) (2008)
- Bewegliche Berge, deutsch von Tina Flecken und Betty Wahl, Edition Rugerup, Berlin 2018, ISBN 978-3-942955-66-9.

## Romane
- Stálnótt (1987)
- Engill, pípuhattur og jarðarber (1989)
- Augu þín sáu mig (engl. Your Eyes Saw Me) (1994)
- Með titrandi tár, glæpsaga. (2001)
- Skugga-Baldur (2003)
  - deutsch von Betty Wahl: Schattenfuchs. Roman, Fischer Verlag, Frankfurt am Main 2007, ISBN 978-3-10-075120-1.
- Argóarflísin (2005)
- Rökkurbýsnir (2008)
  - deutsch von Betty Wahl: Das Gleißen der Nacht. Roman. Fischer Verlag, Frankfurt am Main 2011, ISBN 978-3-10-075132-4.
- Mánasteinn. Drengurinn sem aldrei var til (2013)
  - deutsch von Betty Wahl: Der Junge, den es nicht gab. Roman. Fischer Verlag, Frankfurt am Main 2015, ISBN 978-3-10-002239-4.[4]
- CoDex 1962 (enthält Augu þín sáu mig und Með titrandi tár) (2016)
  - deutsch von Betty Wahl: CoDex 1962. Fischer Verlag, Frankfurt am Main 2020, ISBN 978-3-10-397341-9.
- Korngult hár, grá augu (2019)

## Comic
- Ævintýri Tinnu og Hreins Borgfjörð 1937 (1989)

## Filmografie
Drehbuch
- 2001: Regína
- 2006: Anna and the Moods (Kurzfilm)
- 2009: Reykjavik Whale Watching Massacre
- 2013: Fiskar á Þurru Landi (Fernsehfilm)
- 2021: Lamb
- 2022: The Northman